# Річмонд (округ, Північна Кароліна)
Шаблон:StateAbbr_ 35°00′ пн. ш. 79°45′ зх. д. / 35° пн. ш. 79.75° зх. д.
Округ  Річмонд (англ. Richmond County) — округ (графство) у штаті  Північна Кароліна, США. Ідентифікатор округу 37153.

## Історія
Округ утворений 1779 року.

## Демографія
За даними перепису 
2000 року 
загальне населення округу становило 46564 осіб, зокрема міського населення було 25552, а сільського — 21012.
Серед мешканців округу чоловіків було 22848, а жінок — 23716. В окрузі було 17873 домогосподарства, 12574 родин, які мешкали в 19886 будинках.
Середній розмір родини становив 3,01.
Віковий розподіл населення поданий у таблиці:
| Стать    | До 15 років | 15-21 | 22-29 | 30-39 | 40-49 | 50-65 | 65-85 | Понад 85 |
| -------- | ----------- | ----- | ----- | ----- | ----- | ----- | ----- | -------- |
| Чоловіки | 5143        | 2970  | 2431  | 3132  | 3178  | 3521  | 2316  | 157      |
| Жінки    | 4836        | 2072  | 2394  | 3317  | 3301  | 3920  | 3398  | 478      |

## Суміжні округи
- Монтгомері — північ
- Мур — північний схід
- Скотленд — південний схід
- Марльборо, Південна Кароліна — південь
- Енсон — захід

## Виноски
1. ↑  U.S. Decennial Census. United States Census Bureau. Архів оригіналу за 26 квітня 2015. Процитовано 19 січня 2015.
2. ↑  Historical Census Browser. University of Virginia Library. Архів оригіналу за 11 серпня 2012. Процитовано 19 січня 2015.
3. ↑  Forstall, Richard L., ред. (27 березня 1995). Population of Counties by Decennial Census: 1900 to 1990. United States Census Bureau. Архів оригіналу за 3 березня 2015. Процитовано 19 січня 2015.
4. ↑  Census 2000 PHC-T-4. Ranking Tables for Counties: 1990 and 2000 (PDF). United States Census Bureau. 2 квітня 2001. Архів оригіналу (PDF) за 18 грудня 2014. Процитовано 19 січня 2015.
5. ↑  State & County QuickFacts. United States Census Bureau. Архів оригіналу за 17 липня 2011. Процитовано 29 жовтня 2013.(англ.) Наведено за англійською вікіпедією.
6. ↑  American FactFinder. Бюро перепису населення США. Архів оригіналу за 26 лютого 2012. Процитовано 31 січня 2008.

| США | Це незавершена стаття з географії США. Ви можете допомогти проєкту, виправивши або дописавши її. |